# Baskiens parlament

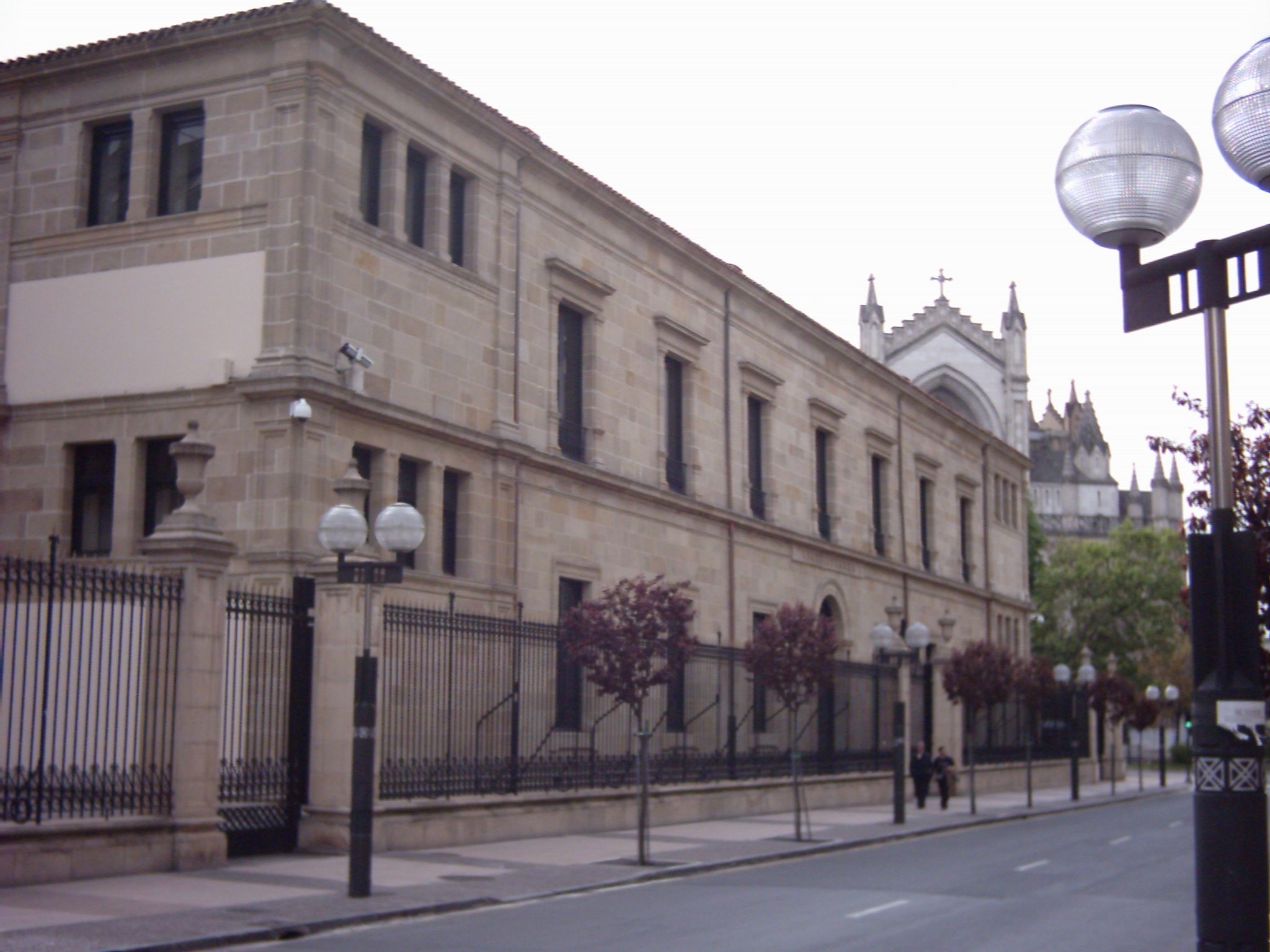
Parlamentsbyggnaden i Gasteiz

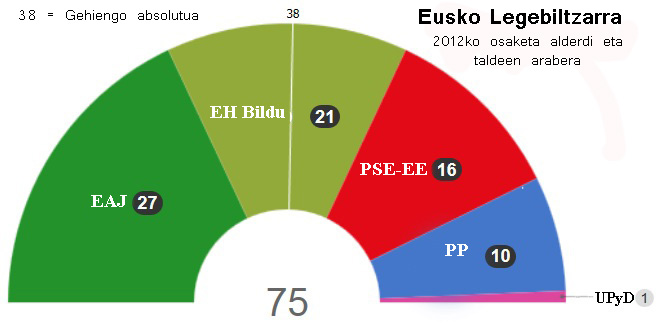
Den nuvarande fördelningen i Baskiens parlament efter valet 2012: EAJ (27 platser), EH Bildu (21 platser) PSE-EE (16 platser), PP (10 platser) och UPyD (1 plats).

Baskiens parlament (baskiska: Eusko Legebiltzarra, spanska: Parlamento Vasco) är den lagstiftande församlingen i den autonoma regionen Baskien i Spanien.
Parlamentet har sitt säte i Gasteiz och inrättades 1980 efter återinförandet av demokrati i Spanien. Sammanlagt har parlamentet 75 ledamöter; en tredjedel vardera från de tre provinserna Araba, Bizkaia och Gipuzkoa.

## Fördelning av parlamentsledamöter
| Parti                       | 1980 | 1984 | 1986 | 1990 | 1994 | 1998 | 2001 | 2005 | 2009 | 2012 |
| --------------------------- | ---- | ---- | ---- | ---- | ---- | ---- | ---- | ---- | ---- | ---- |
| EAJ-PNV                     | 25   | 32   | 17   | 22   | 22   | 21   | 26   | 22   | 30   | 27   |
| EH Bildu / EHAK / EH / HB 1 | 11   | 11   | 13   | 13   | 11   | 14   | 7    | 9    | --   | 21   |
| PSE-EE 2                    | 9    | 19   | 19   | 16   | 12   | 14   | 13   | 18   | 25   | 16   |
| PP / CP / AP 3              | 2    | 7    | 2    | 6    | 11   | 16   | 19   | 15   | 13   | 10   |
| UPyD                        |      |      |      |      |      |      |      |      | 1    | 1    |
| EB-B / EPK 4                | 1    | --   | --   | --   | 6    | 2    | 3    | 3    | 1    | --   |
| Aralar 5                    |      |      |      |      |      |      |      | 1    | 4    |      |
| EA 6                        |      |      | 13   | 9    | 8    | 6    | 7    | 7    | 1    |      |
| UA 7                        |      |      |      | 3    | 5    | 2    |      | --   |      |      |
| EE 2                        | 6    | 6    | 9    | 6    |      |      |      |      |      |      |
| CDS / UCD                   | 6    |      | 2    | --   |      |      |      |      |      |      |
| Total                       | 60   | 75   | 75   | 75   | 75   | 75   | 75   | 75   | 75   | 75   |

2 I valet år 1993 gick Euskadiko Ezkerra samman med PSE (PSOE) och skapade PSE-EE.

3 I valet år 1984 ställde AP upp tillsammans med PDP och UL, och i valet år 1986 tillsammans med PL. År 1989 uppgick AP i Partido Popular.

4 Efter valet 1986 ingick EPK i Ezker Batua, representant för Izquierda Unida i Baskien fram tills 2011.

5 I valet 2012 ställde Aralar upp i koalitionen EH Bildu, inom vilken man vann tre parlamentsplatser.

6 I valen 2001 och 2005 ställde Eusko Alkartasuna upp i en koalition med EAJ-PNV, med hade en egen parlamentarisk grupp. I vlaet 2012 ställde man upp i koalitionen EH Bildu, inom vilken man vann fyra parlamentsplatser.